# Bruno Bettinelli
Pour les articles homonymes, voir Bettinelli.
Œuvres principales
- Sept symphonies

Bruno Bettinelli (né le 4 juin 1913 à Milan et mort dans la même ville le 8 novembre 2004) est un compositeur et pédagogue italien.

## Biographie
Bruno Bettinelli est né à Milan où il a fait ses études au conservatoire de Milan, avec comme professeurs Giulio Cesare Paribeni et Renzo Bossi. Il a été nommé plus tard professeur de composition dans cette même institution, et il a formé plusieurs  musiciens italiens contemporains notables, dont Claudio Abbado, Emiliano Bucci, Elisabetta Brusa, Gilberto Serembe, Danilo Lorenzini, Bruno Canino, Aldo Ceccato, Riccardo Chailly, Azio Corghi, Armando Gentilucci, Riccardo Muti, Angelo Paccagnini,  Bruno Zanolini, Silvia Bianchera, Umberto Benedetti Michelangeli, Caterina Calderoni, Barbara Rettagliati, Massimo Berzolla, Angelo Paccagnini, Maurizio Pollini, Uto Ughi et beaucoup d'autres. Il eut aussi pour élève la chanteuse Gianna Nannini.
Il a reçu plusieurs récompenses internationales pour ses compositions, dont un prix de l' Accademia Nazionale di Santa Cecilia de Rome en 1940. Il a aussi travaillé dans les domaines de la musicologie et de la critique musicale.
Ses compositions sont couramment jouées dans tout le monde. La musique de Bettinelli est publiée essentiellement par Ricordi, Suvini Zerboni, et Sonzogno.
Bruno Bettinelli est décédé à Milan en 2004 à l'âge de 91 ans.

## Liste des œuvres
- CD et partitions des œuvres de Bruno Bettinelli

### Musique chorale polyphonique
- Tre liriche corali di Ungaretti  (1940)
- Liriche di Ungaretti pour chœur a cappella (1971)
- Sono una creatura, cantate pour chœur et orchestre, texte de Giuseppe Ungaretti (1971)
- Poesie di Tiziana pour chœur de femmes, texte de Tiziana Fumagalli (1978)
- Cantata No 2 "In Nativitate Domini" pour soprano et orchestre (1982)
- Cantata No 3 pour chœur et orchestre, texte de Thomas Campanella (1985)
- Tre mottetti pour chœur mixte (1985)
- Dittico ambrosiano pour chœur à quatre voix (1997)
- Missa Brevis (1997)
- Vocalizzo su Amen pour chœur à quatre voix mixtes (1997)

### Musique chorale
- Belina come te  pour chœur mixte à quatre parties (2001)
- E la bela de oflaga pour chœur d'hommes à quatre parties (1985)
- Dormi o bel bambin pour chœur d'hommes à quatre parties (1985)
- La moretina pour chœur d'hommes à quatre parties
- Alzando gli occhi al cielo  pour chœur d'hommes à quatre parties (1998)
- L'erba rosa pour chœur d'hommes à quatre parties (1996)
- La cartolina pour chœur d'hommes à quatre parties (1995)
- Varda i mori che bate le ore pour chœur d'hommes à quatre parties (1996)
- Se la te domanda pour chœur d'hommes à quatre parties (1996)
- Tre canti popolari lombardi pour chœur mixte : - Pover usellin - Ninna nanna del Bambin Gesù - Ciapa cinque

### Musique instrumentale
- Improvisation pour  guitare (1970)
- Studio da concerto pour  clarinette seule (1971)
- Cinque Preludi pour  guitare (1971)
- Studio da concerto pour  clavecin (1972)
- Musica per sette per gruppo da camera (1975)
- Due movimenti pour alto et piano (1977)
- Etudes pour guitare (1977)
- Studio da concerto pour basson seul (1977)
- Divertimento a due pour 2 guitares (1982)
- Musica a due pour  flûte et guitare (1982)
- Come una cadenza pour  guitare (1983)
- Dialogo pour flûte et piano (1983)
- 5 + 5 pour double quintette mixte (1984)
- Tre pezzi pour pianoforte (1984)
- Studio da concerto pour violoncelle seul (1991)
- Trio pour cordes (1993)

### Musique orchestrale
- Choral obstinate pour grand orchestre (1938)
- Movimento sinfonico n. 1 pour orchestre (1938)
- Sinfonia da camera in quattro tempi pour orchestre (1938) (Symphonie No. 1)
- Due invenzioni pour orchestre à cordes (1939)
- Concerto per orchestra in tre tempi (1940)
- Introduzione pour orchestre à cordes (1941)
- Fantasia e fuga su temi gregoriani pour orchestre à cordes (1944)
- Divertimento pour petit orchestre (1944)
- Concerto da camera pour petit orchestre (1952)
- Concerto pour piano et orchestre (1952–1953)
- Sinfonia breve pour orchestre (1954) (Symphonie No. 4)
- Musica pour orchestre à cordes (1958)
- Preludio elegiaco pour orchestre (1959)
- Episodi pour orchestre (1961–1962)
- Concerto pour 2 pianos et orchestre de chambre (1962)
- 3° Concerto pour orchestre (1964)
- Concerto n. 2 pour piano et orchestre (1968)
- Varianti pour orchestre (1970)
- Studio pour orchestre (1973)
- Sinfonia n. 5 pour orchestre (1975)
- Sinfonia n. 6 pour orchestre (1976)
- Sinfonia n. 7 pour petit orchestre (1978)
- Contrasti pour orchestre (1979)
- Concerto pour guitare et orchestre à cordes avec vibraphone ad libitum (1981)
- Quadruplum pour orchestre (1981)
- Concerto pour violon et orchestre (1982–1983)
- Alternanze pour orchestre (1983)
- Omaggio a Stravinsky (Hommage à Stravinsky) pour petit orchestre de chambre (1984)
- Strutture pour petit orchestre (1985)
- 4° Concerto pour orchestre (1988)
- 3 Studi d'interpretazione pour orchestre à cordes (1990)

### Opéras
- Il pozzo e il pendolo, opéra en un acte d'après Edgar Allan Poe (1957)
- La Smorfia, opéra en un acte et deux scènes, livret de Riccardo Bacchelli (1959)
- Count down, opéra en un acte, livret de Antonello Madau Diaz (1969)